# Jan Pieterszoon Sweelinck
Jan Pieterszoon Sweelinck (ur. w kwietniu 1562 w Deventer, zm. 16 października 1621 w Amsterdamie)  – niderlandzki organista, kompozytor i pedagog.
Skomponował liczne wariacje, toccaty, fantazje oraz madrygały, psalmy, motety. Napisał ponad 250 utworów wokalnych oraz utwory na instrumenty klawiszowe tj.: wirginał, klawesyn, organy .
Był ostatnim kontynuatorem szkoły franko-flamandzkiej i polifonii wokalnej, a zarazem twórcą przełomu renesansu i baroku.
Jest nazywany "Orfeuszem z Amsterdamu"